# 20 Cephei
20 Cephei är en misstänkt variabel (VAR:) i stjärnbilden Cepheus. Stjärnan har visuell magnitud +5,27 och varierar i amplitud med 0,05 magnituder utan någon påvisad periodicitet.